# میمپلکس
میمپلکس، مجتمع‌ میم (انگلیسی: Memeplex)، از گروهی از میم‌ها، تشکیل شده‌اند که معمولاً در یک فرد وجود دارند.
مطالعه میم‌ها، واحدهای اطلاعات فرهنگی، اغلب شامل بررسی مجتمع‌های میم یا میمپلکس‌ها می‌شود. میمپلکس‌ها، قابل مقایسه با کمپلکس‌های ژنی یا سوپرژن در زیست‌شناسی هستند. این حضور به دلیل اجرای نظریه داروینیسم همگانی است، که فرض می‌کند که میم‌ها می‌توانند به‌طور مؤثرتری خود را در هنگام همکاری یا «تیم» بازتولید کنند.